# 目加田頼子
目加田 賴子（めかた よりこ、1960年3月30日 - ）は、NHKワールド国際企画部チーフディレクターで、NHKの元チーフアナウンサー。

## 経歴・人物
1971年から1980年までをアルゼンチンとカナダで過ごした、いわゆる帰国子女である。英語とスペイン語が堪能。
編入した上智大学を卒業後、1983年にNHKに入局。各地での勤務を経験しながら、多くの番組に出演した。その後の2009年6月、それまでのアナウンス職からNHKワールド担当へ異動となった。
身長は168.4cm。

### 私生活
2008年4月5日、NHK解説委員（経済担当）の山田伸二と結婚していたことがわかった。

### 家族
中央大学総合政策学部教授の目加田説子は実妹。

## 過去の出演番組

### 東京アナウンス室（1度目）時代
- FMリクエストアワー（1984年4月 - 1985年3月）
- 自然のアルバム - ナレーター
- NHKニュースワイド
- サタデースポーツ
- サンデースポーツ
- 第37回NHK紅白歌合戦 - 紅組司会
- NHKナイトワイド - キャスター
- NHKニュースTODAY
- 歴史誕生

### 大阪局時代
- NHKネットワークニュース

### 東京アナウンス室（2度目）異動後
- 今夜もあなたのパートナー
  - きょうの料理（東京発）
  - おしゃれ工房（東京発）
- 土曜の夜はケータイ短歌

### 札幌局時代
- ほくほくテレビ - メインキャスター

### 東京アナウンス室（3度目）異動後
- 趣味の園芸（ - 2007年3月）
- 福祉ネットワーク - 司会（2007年4月 - 2009年3月）
- サンセットパーク - パーソナリティ（2008年4月 - 2009年）
- 気象通報